# Shawn Kemp
Shawn Travis Kemp (Elkhart, 6 november 1969) is een Amerikaans voormalig basketballer. Hij speelde voor 14 seizoenen (1989-2003) in de NBA, waar hij speelde als power-forward voor de Seattle SuperSonics, Cleveland Cavaliers, Portland Trail Blazers en Orlando Magic. Zijn bijnaam was "The Reignman".
Hij was een zesvoudig NBA All-Star en een drievoudig All-NBA Second Team-lid. Tijdens zijn carrière scoorde hij 15.347 punten (14,6 punten per wedstrijd), 1.704 assists en 8.834 rebounds.
In 1994 trad hij toe tot het Amerikaans basketbalteam, dat goud won op het WK in Hamilton en Toronto in Canada. 